# I/O
I/O staat in de computertechniek voor input/output. Het is de beschrijving van de communicatie tussen (deel)systemen van computers. Tussen mens en computer heet dit een interface.

## Input/output
In de computerarchitectuur wordt de combinatie van CPU en geheugen als het hart van een computer beschouwd en elke verplaatsing van data(pakketten), of stripes, vanuit of naar het hart toe, bijvoorbeeld van of naar een harde schijf, wordt als I/O beschouwd. In een programma- of programmeeromgeving wordt meer van I/O geabstraheerd, bijvoorbeeld door middel van het gebruik van bestanden: de programmeertalen C, C# en C++ en besturingssystemen in de Unixfamilie behandelen bestanden en apparaten (devices) als streams waarvandaan kan worden gelezen en/of waarnaartoe kan worden geschreven.
Signalen die worden ontvangen worden beschouwd als input, signalen die worden verstuurd worden gezien als output.  Vaak worden devices gebruikt om te communiceren met de computer, men denkt hierbij bijvoorbeeld aan muis en toetsenbord die als inputdevice van een computer worden gezien enerzijds en anderzijds aan beeldscherm en printer die als outputdevice worden beschouwd.  Computers onderling communiceren bijvoorbeeld via modem en netwerkkaarten,
die tegelijk als input- en outputdevice dienen.
Vanuit het perspectief van de mens worden muis en toetsenbord dan wel als inputdevice van de computer gezien, vanuit het perspectief van het device gezien moet het zichzelf als outputdevice beschouwen, omdat het input levert aan het computerhart via de (output)signalen die het ernaartoe stuurt. Printer en monitor worden door zichzelf als inputdevice gezien, omdat het (input)signalen ontvangt vanuit het computerhart, hoewel de mens het als outputapparaten zal zien.  Outputapparaten vormen deze signalen meestal om naar een representatie die leesbaar of begrijpelijk is voor mensen.